# Rejon czarodyński
Rejon czarodyński (ros. Чародинский район, aw. ЧӀарада мухъ) – jednostka administracyjna wchodząca w skład Dagestanu w Rosji.
Centrum administracyjnym rejonu jest wieś (ros. село, trb. sieło) Curib.

## Geografia
Powierzchnia rejonu wynosi 1156 km² i znajduje się on w południowej części Dagestanu. Graniczy z pięcioma innymi rejonami wchodzącymi w skład Dagestanu.
Fragment granicy rejonu wyznacza pasmo górskie Diultydag.

## Demografia
W 2021 roku rejon zamieszkiwały 14 052 osoby.
Grupy etniczne i narodowości w 2021 roku:
- Awarowie – 13 749 (97,84%)
- Lakowie –  214 (1,52%)
- Rosjanie – 16 (0,11%)
- inny – 73 (0,52%)